# آیلشام
latitudeآیلشامlongitudeآیلشام
آیلشام (به انگلیسی: Aylsham) یک منطقهٔ مسکونی در انگلستان است که در شرق انگلستان واقع شده‌است.

## خصوصیات
آیلشام ۱۷٫۵۲ کیلومترمربع مساحت و ۵٬۵۰۴ نفر جمعیت دارد.

## نگارخانه

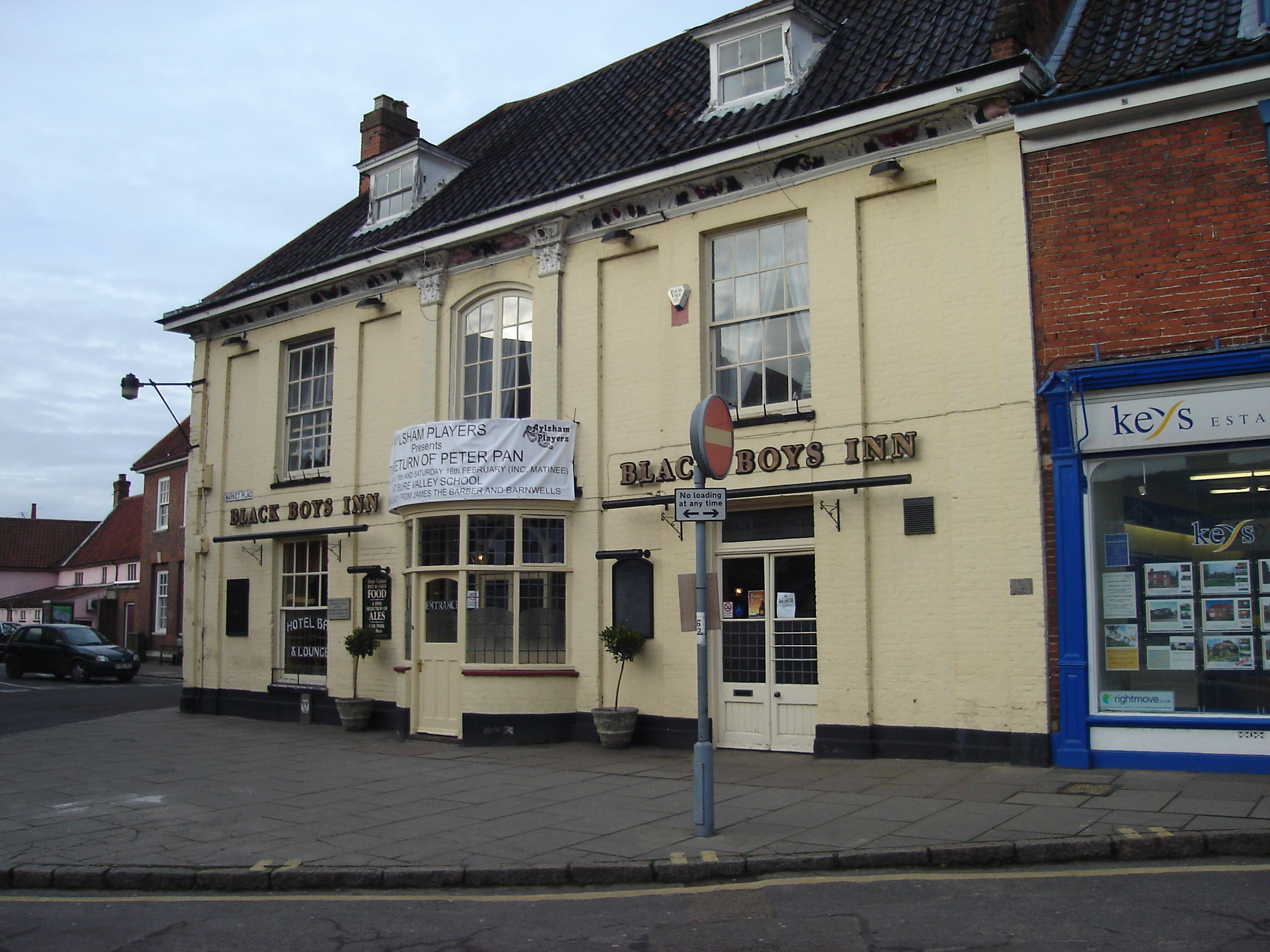
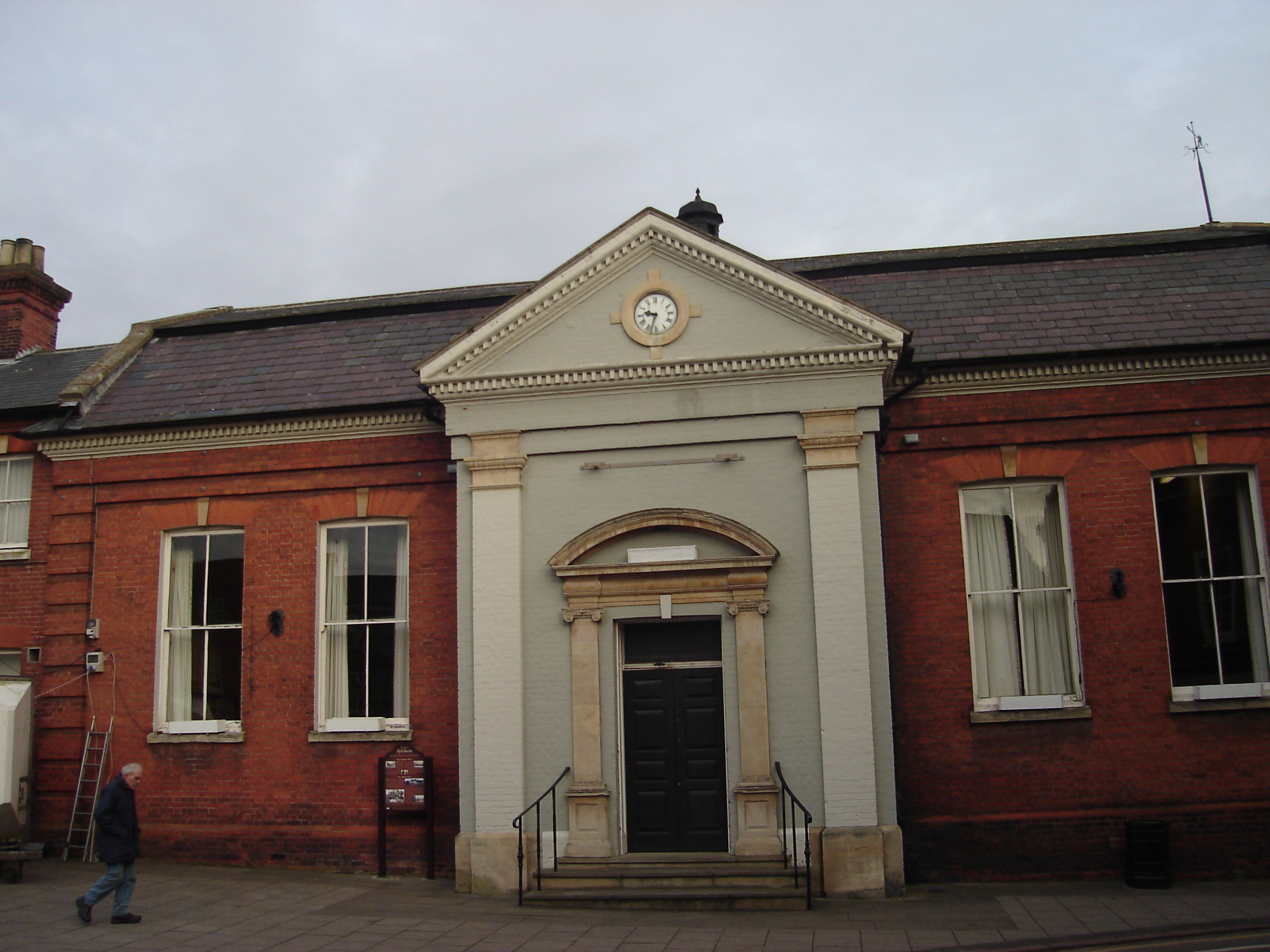
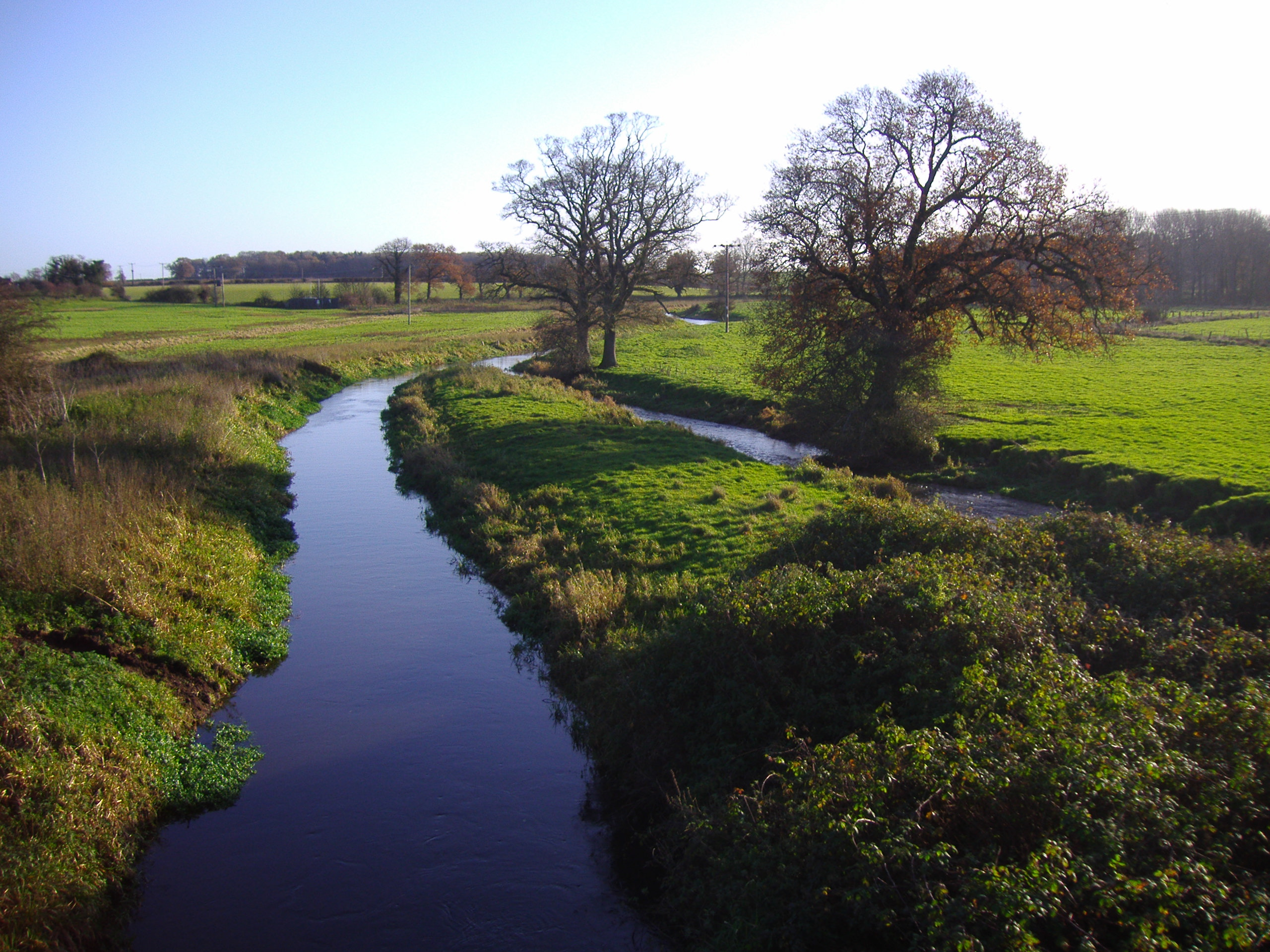
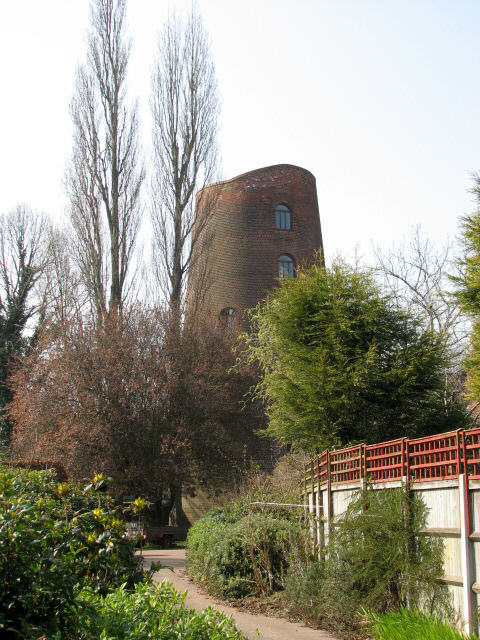